# Pozbawienie wolności (przestępstwo)
Ten artykuł należy dopracować:

przedstawiono sytuację tylko z polskiej perspektywy – artykuł powinien być przekrojowy.
Pomóż go poprawić. Na stronie dyskusji mogą znajdywać się pomocne komentarze.
Pozbawienie wolności – przestępstwo polegające na bezprawnym zamachu na swobodę pokrzywdzonego w opuszczeniu miejsca, w którym się aktualnie znajduje. Zachowanie sprawcy polega najczęściej na pozostawieniu ofiary w zamkniętym pomieszczeniu, skrępowaniu jej, czy też odebraniu środków umożliwiających przemieszczanie się takich jak kule czy wózek inwalidzki.
Szczególne udręczenie zachodzi wtedy, gdy skutkiem, choćby nieumyślnym działania sprawcy jest wyrządzenie pokrzywdzonemu dodatkowych dolegliwości ponad samo pozbawienie wolności. Cierpienia pokrzywdzonego mające postać szczególnego udręczenia mogą wynikać ze znęcania się nad nim fizycznie lub psychicznie, ale także z okoliczności konkretnego przypadku np. świadomości pozostawienia małego dziecka bez opieki.
Pozbawienie wolności przez czas przekraczający 7 dni stanowi typ kwalifikowany niezależnie od tego, czy było połączone ze szczególnym udręczeniem.
Typ kwalifikowany zagrożony jest karą pozbawienia wolności od roku do lat 10.